# Uso de tejido fetal en el desarrollo de vacunas
El uso de tejido fetal en el desarrollo de vacunas es la práctica de investigar, desarrollar y fabricar vacunas a través de la formación de virus en cultivos de células (cultivadas en laboratorio) derivadas originalmente de tejido fetal humano. debido a que las cepas celulares empleadas se originaron en abortos, se ha presentado oposición a la práctica y las vacunas obtenidas por parte de campos religiosos y morales.
Las vacunas no contienen ningún tejido fetal original o células procedentes de materiales fetales. Aunque los materiales de la vacuna son purificados de deshechos celulares, permanecen fragmentos restantes de ADN humano. Las líneas celulares continúan replicándose por sí mismas y sin necesidad de fuentes de células fetales.
La Iglesia Católica ha alentado a sus miembros a usar vacunas alternativas, producidas sin líneas celulares humanas, en la medida de lo posible. Sin embargo, el Vaticano aclaró que "todas las vacunas reconocidas como clínicamente seguras y efectivas pueden utilizarse con la conciencia tranquila, con la total certeza de que el uso de dichas vacunas no constituye una cooperación formal con el aborto".

## Historia
Las líneas celulares inmortalizadas son una importante herramienta de investigación que ofrece un medio estable para experimentos. Estos provienen de tumores, que han desarrollado resistencia a la senescencia celular, o de células madre extraídas originalmente de fetos abortados. Se han utilizado líneas celulares fetales para la fabricación de vacunas desde la década de 1930. Una de las primeras aplicaciones médicas de líneas celulares derivadas de tejidos fetales fue su uso en la producción de las primeras vacunas contra la poliomielitis . Por ejemplo, en la década de 1950, científicos del Instituto Karolinska en Suecia propagaron un virus de poliomielitis en líneas celulares fetales para crear una vacuna antipoliomielítica. La vacuna resultante se aplicó a alrededor de 2.000 niños.
Muchas otras vacunas, incluyendo las de la varicela y la rubéola, se fabrican utilizando líneas celulares derivadas originalmente de tejido fetal proveniente de dos embarazos a término en la década de 1960, por razones ajenas al desarrollo de la vacuna. Los descendientes de las células de fibroblastos de estos fetos han estado creciendo en los laboratorios desde entonces, como las líneas celulares WI-38 y MRC-5 . Aún hoy en día, se utilizan para cultivar virus de vacunas. Hasta marzo de 2017, se administraron miles de millones de vacunas fabricadas solo con la línea WI-38.

## Aplicaciones
Entre las vacunas que se han fabricado o se fabrican utilizando líneas celulares derivadas originalmente de tejido fetal se encuentran:
- adenovirus[17]
- varicela[12]
- Ébola[18]
- poliomielitis[17]
- rabia[17]
- Rubéola[12]
- Herpes zóster[17]

De estas, las vacunas aprobadas para su uso en los Estados Unidos incluyen algunas contra la rabia ( Imovax ), la rubéola, la varicela, el herpes zóster y el adenovirus (a partir de enero de 2017).

### Rubéola
Una línea celular histórica utilizada en las vacunas contra la rubéola fue obtenida originalmente de un feto abortado debido a una infección por rubéola. La rubéola durante el embarazo puede causar un aborto espontáneo, y de no ser así, existe el riesgo de una discapacidad grave debido al síndrome de rubéola congénita . De acuerdo con una estimación, la vacunación contra la rubéola puede prevenir hasta 5000 abortos espontáneos por año en los Estados Unidos.

### COVID-19
Varias de las vacunas en uso o en un desarrollo avanzado contra COVID-19 utilizan las líneas celulares HEK-293 o PER. C6 para su fabricación. En otros casos, en particular las vacunas fabricadas por Pfizer, Sputnik-V y Moderna, se utilizó HEK-293 durante la fase de prueba. PER.C6, una línea celular de la retina que se aisló de un feto abortado en 1985, fue utilizado por Janssen en el desarrollo de la vacuna contra COVID-19.

## Alternativas
Las células COS-1 son originarias de mono y existen diferencias xenogénicas entre las proteínas de mono y las humanas.

## Posición de la Iglesia Católica
La Iglesia Católica se opone al aborto . Sin embargo, la Academia Pontificia para la Vida concluyó en 2005 que los padres pueden permitir que sus hijos reciban vacunas elaboradas a partir de tejido fetal si no existe otra alternativa y existe un grave riesgo para la salud. Se instó a los consumidores a “oponerse por todos los medios (por escrito, a través de las distintas asociaciones, medios de comunicación, etc.) a las vacunas que aún no tienen alternativas moralmente aceptables, ejerciendo presión para que se fabriquen vacunas alternativas, que no estén relacionadas con el aborto de un feto humano". Esta academia también abogó por el desarrollo de nuevas vacunas que puedan fabricarse por otros medios. En 2017, la Pontificia Academia para la Vida declaró que "las vacunas clínicamente recomendadas pueden ser utilizadas con la conciencia tranquila y que el uso de tales vacunas no representa algún tipo de cooperación con el aborto voluntario".
El 21 de diciembre de 2020, la oficina doctrinal del Vaticano, la Congregación para la Doctrina de la Fe, aclaró además que es "moralmente licito " que los católicos reciban vacunas derivadas de líneas celulares fetales o en las que dichas líneas se hayan utilizado en pruebas o desarrollo., incluidas las vacunas contra el COVID-19, ya que “la cooperación material pasiva en el aborto provocado del cual se originan estas líneas celulares es, por parte de quienes hacen uso de las vacunas resultantes, remota. El deber moral de evitar tal cooperación material pasiva no es obligatorio si existe un riesgo grave", tal como ocurrió durante la pandemia de COVID-19, y que "en tal caso, todas las vacunas reconocidas como clínicamente seguras y efectivas pueden utilizarse con la conciencia tranquila" y "no implica ni debe implicar de ninguna manera que exista un respaldo moral al uso de líneas celulares provenientes de fetos abortados". Además,
[D]esde el punto de vista ético, la moralidad de la vacunación depende no sólo del deber de proteger la salud individual, sino también del deber de perseguir el bien común. A falta de otros medios para controlar o incluso prevenir una epidemia, el bien común puede recomendar la vacunación, especialmente para proteger a los más vulnerables y expuestos. Quienes, sin embargo, por razones de conciencia rechacen vacunas producidas con líneas celulares de fetos abortados, deben hacer su mayor esfuerzo para evitar, por otros medios profilácticos y comportamiento adecuado, convertirse en vehículos de transmisión del agente infeccioso. En particular, deben evitar cualquier riesgo para la salud de quienes no pueden ser vacunados por razones médicas o de otro tipo, y que son los más vulnerables.